# Marxistisch-Leninistische Partei Österreichs
Die Marxistisch-Leninistische Partei Österreichs (MLPÖ) war eine kommunistische Kleinpartei aus Österreich, die am 12. Februar 1967 auf einer Konferenz der Organisation „Marxisten-Leninisten Österreichs“ gegründet wurde. Die MLPÖ orientierte sich anfangs stark an der Kommunistischen Partei Chinas und der Partei der Arbeit Albaniens, da sie die Politik der Kommunistischen Partei Österreichs (KPÖ) und der
Kommunistischen Partei der Sowjetunion als revisionistisch ablehnte.
Seit 2006 gingen von ihr keine Aktivitäten mehr aus und mit dem Tod ihres ehemaligen Vorsitzenden Franz Strobl im Jahr 2016 hörte die MLPÖ auf zu bestehen.

## Geschichte
Nachdem bereits im Sommer 1963 die Politik der KPÖ von anonymen „antirevisionistischen Kommunisten Österreichs“ in Offenen Briefen angegriffen und eine „Rückkehr zu den revolutionären Traditionen“ gefordert worden war, erschien am 5. Oktober 1963 erstmals eine von dem KPÖ-Funktionär Franz Strobl herausgegebene Zeitschrift Rote Fahne mit der Schlagzeile „Überlasst die Partei nicht den Revisionisten !“. Die anfangs vierzehntäglich erscheinende Rote Fahne verstand sich als die Tribüne der Marxisten-Leninisten in der KPÖ, kritisierte hauptsächlich den „Revisionismus sowjetischer Prägung“ und pries stattdessen die Volksrepublik China. Am Anfang war noch nicht beabsichtigt, eine neue Partei aufzubauen, aber als sich Parteiausschlüsse gegen Abweichler in der KPÖ mehrten, rief die Rote Fahne zur „Bildung eines Vorbereitungskomitees zur Neugründung der Kommunistischen Partei in Österreich“ und zum Übertritt zu dieser Gruppe auf. In den nächsten Jahren konnte die Zeitschrift zahlreiche Austrittserklärungen von Parteifunktionären veröffentlichen.
Am 1. Mai 1966 wurde die Organisation Marxisten-Leninisten Österreichs (MLÖ) gegründet und zu ihrem Obmann Franz Strobl gewählt. Zu der engeren Leitung gehörten u. a. Alfred Jocha, Josef Friedler und Helmut Hronek, der das Jugendmagazin Funke herausgab. Bereits im Herbst des Jahres fielen diese drei Funktionäre einer Parteisäuberung zum Opfer, denen weitere Mitglieder freiwillig folgten. Für die MLPÖ handelte es sich bei dieser Fraktion, die 1968 die Vereinigung Revolutionärer Arbeiter Österreichs (Marxisten-Leninisten) (VRA) gründete, um Provokateure, die im Dienst der KPÖ handelten. Beide Gruppierungen lieferten sich in der nächsten Zeit nächtliche Plakatkriege und Schmieraktionen vor den Parteizentralen mit ihren Propaganda-Schaukästen, die die Einrichtung nächtlicher Wachdienste notwendig machten.
Die Marxisten-Leninisten Österreichs nahmen an der österreichischen Parlamentswahl 1966 mit nur geringem Erfolg teil.
Am 12. Februar 1967 wurde auf einer Konferenz der Marxisten-Leninisten Österreichs in Wien die Gründung der Marxistisch-Leninistischen Partei Österreichs (MLPÖ) bekanntgegeben. Ein Zentralkomitee wurde mit Franz Strobl als Erstem Sekretär gewählt. Zweiter Sekretär wurde Karl Horn, Dritter Sekretär Viktor Varga. Die MLPÖ betrachtete sich als die direkte Nachfolgerin der Kommunistischen Partei Österreichs, die am 3. November 1918 gegründet worden war. Ihre eigene Gründung sei notwendig geworden, weil sich „die KPÖ in eine revisionistische Organisation sozialdemokratischen Typs verwandelt“ habe. Die MLPÖ war der Ansicht, dass „das kapitalistische System mit Gewalt gestürzt (..) und die Diktatur des Proletariats errichtet werden“ müsse. Die MLPÖ erklärte, dass sie „auf der Seite der kommunistischen Partei Chinas, der Partei der Arbeit Albaniens und anderer marxistisch-leninistischer Parteien im Kampf gegen den Imperialismus und Revisionismus“ stehe und bekannte sich als „Schülerin der Lehre Mao Tse-tungs, des hervorragendsten Marxisten-Leninisten unserer Zeit“.
Die Marxistisch-Leninistische Partei Österreichs (mit ihren Vorläufern seit 1963) profitierte davon, dass sie eine der ersten Organisationen in Westeuropa war, die sich offen zur Politik der KP China bekannte. Schon früh wurde die chinesische Presse auf die chinafreundlichen Äußerungen in der Zeitschrift Rote Fahne der MLPÖ aufmerksam und druckte diese in Auszügen nach. Bis Ende 1976 wurden häufiger Erklärungen der MLPÖ und ihres Sekretärs Franz Strobl zur Weltlage (aus chinafreundlicher Sicht) in der Peking Rundschau veröffentlicht. Ab Ende der sechziger Jahre kam die VRAÖ hinzu und ab 1976 der Kommunistische Bund Wien, später Kommunistischer Bund Österreichs (KBÖ). Etwa ab 1964 reisten auch Delegationen der Partei mindestens einmal jährlich nach China und Albanien. Die befreundete Partei der MLPÖ in der Bundesrepublik Deutschland war ab 1968 die Kommunistische Partei Deutschlands/Marxisten-Leninisten, danach ab 1977 die Gruppierung Gegen die Strömung und die Gruppe um die Zeitschrift „Westberliner Kommunist“.
Die höchste Mitgliederzahl hatte die MLPÖ wahrscheinlich in ihren Anfangsjahren mit etwa 200 - 250.
Bis zum Tode Mao Zedongs folgte die MLPÖ der Politik Chinas ohne Einschränkungen. Erst mit der Ausschaltung der sog. Viererbande und der Machtübernahme Hua Guofengs begann die Partei sich kritisch mit der Politik der Volksrepublik China und der Theorie der drei Welten auseinanderzusetzen. In ihrer Schriftenreihe Theorie und Praxis des Marxismus-Leninismus veröffentlichte sie eine Reihe kritischer Stellungnahmen anderer marxistisch-leninistischer Parteien zur chinesischen Politik, ohne jedoch vollends den albanischen Weg einzuschlagen. Ab Ende 1976 wurde dadurch für einige Jahre der Kommunistische Bund Österreichs (KBÖ) die wichtigste österreichische Organisation für die KP China. Die MLPÖ trat seit Anfang der achtziger Jahre kaum noch in Erscheinung. Im Jahr 2006 führte sie ihren erst insgesamt vierten Parteitag durch, auf dem Franz Strobl von seinen Leitungsämtern in der MLPÖ und als leitender Redakteur der Roten Fahne zurücktrat. Trotz seines hohen Alters arbeitete er aber noch wegen des Kadermangels in den neu gewählten Leitungskollektiven der Partei mit.

## Wahlen
Die Haltung der MLPÖ zu Wahlen war widersprüchlich. Bei Landtagswahlen in zwei Bundesländern im Herbst 1964 forderte die Rote Fahne ihre Leser auf, die Kommunistische Partei Österreichs zu wählen, von der die organisatorische Abspaltung noch nicht vollzogen worden war. Bei der Bundespräsidentenwahl am 23. Mai 1965 propagierte sie eine Protestwahl mit leeren Wahlscheinen. Nur bei der Wahl am 6. März 1966 trat die MLPÖ mit einer „Arbeiterliste“ und zwei Kandidaten in einem Wiener Wahlkreis (V - Margareten, Favoriten und Simmering) an und erreichte 486 Stimmen. Danach empfahl sie bei Wahlen 1967 und 1968, die Stimmzettel mit den Initialen der Partei zu versehen, bzw. rief 1970 und später zum Wahlboykott auf.

## Publikationen
- Rote Fahne 1. Jg. 1963, Nr. 1 (5. Oktober) ff. (wechselnde Erscheinungsweise, Formate etc. Zusätze:)
  - Organ der antirevisionistischen Kommunisten Österreichs
  - Tribüne der Marxisten-Leninisten in der KPÖ (bis Nr. 36.1965)
  - Tribüne der Österreichischen Marxisten-Leninisten (bis Nr. 52.1966)
  - Organ der Marxisten-Leninisten Österreichs (MLÖ) (bis Nr. 71.1967)
  - Organ des Zentralkomitees der Marxistisch-Leninistischen Partei Österreichs
- MLPÖ-Mitteilungen. Zur internen Information 1967, Dezember - 1970, April
- Theorie und Praxis des Marxismus-Leninismus 1967–1981 (Broschürenreihe, hrsg. teilweise vom Marxistisch-Leninistischen Studienkreis Wien, u. a.:)
  - MLPÖ (Marxistisch-Leninistische Partei Österreichs). Wesen, Aufgaben und Ziel. Statuten, Hrsg. Franz Strobl, 18 Seiten